# Alexsandro Marques de Oliveira
Alexsandro Marques de Oliveira (født 17. juni 1978) er en tidligere brasiliansk fodboldspiller.